# Harry, un amic que us estima
Harry, un amic que us estima (títol original en francès: Harry, un ami qui vous veut du bien) és una pel·lícula francesa dirigida per Dominik Moll estrenada el 2000. Va estar seleccionada oficialment al Festival Internacional de Cinema de Canes el 2000, i va aconseguir quatre premis César l'any següent: al millor director, al millor actor, al millor muntatge, i al millor so. L'any 2005 es va doblar al català.

## Argument
Michel, la seva dona Claire, i les seves tres filles són de vacances quan es paren per fer una pausa en una estació de servei. Allà, Michel és reconegut per Harry, un vell amic de l'institut que ha guardat en la memòria una notícia que havia redactat al diari de l'escola.
Harry s'acaba convidant a la casa de Michel acompanyat de Prune, la seva companya. Però el comportament de Harry és cada vegada més estrany.

## Repartiment
- Laurent Lucas: Michel
- Sergi López: Harry
- Mathilde Seigner: Claire
- Sophie Guillemin: Prune
- Liliane Rovère: mare de Michel
- Dominique Rozan: pare de Michel
- Michel Fau: Eric, germà de Michel
- Victoire de Koster: Jeanne
- Laurie Caminata: Sarah
- Lorena Caminata: Iris

## Premis i nominacions
- César 2001: va guanyar els premis al millor director (Dominik Moll), millor actor (Sergi López), millor muntatge, i millor so. Nominada en les categories de millor pel·lícula, millor música, millor actriu secundària, millor guió, i millor esperança femenina.
- Festival Internacional de Cinema de Canes 2000: nominada a la Palma d'Or.
- BAFTA 2001: nominada a millor pel·lícula de parla no anglesa.[3]